# Boris-Claude Nguéma Békalé
Boris-Claude Nguéma Békalé (Kango, 7 de dezembro de 1984) é um futebolista profissional gabonense que atua como goleiro.

## Carreira
Boris-Claude Nguéma Békalé fez parte do elenco da Seleção Gabonense de Futebol na Campeonato Africano das Nações de 2010.